# Баскетболист года конференции America East
Баскетболист года конференции America East (англ. America East Conference Men's Basketball Player of the Year) — ежегодная баскетбольная награда, вручаемая по результатам голосования лучшему баскетболисту среди студентов конференции America East, которая входит в I дивизион NCAA. Голосование проводится среди главных тренеров команд, входящих в конференцию, к тому же свои голоса тренеры подают после завершения регулярного чемпионата, но перед стартом плей-офф, то есть в начале марта, причём они не могут голосовать за своих собственных воспитанников. Этот приз был учреждён и впервые вручён Руфусу Харрису из университета Мэна и Рону Перри из университета штата Нью-Йорк в Стоуни-Брук в сезоне 1979/1980 годов. С сезона 1993/1994 годов эта награда стала называться именем Кевина Роберсона, который погиб в автомобильной катастрофе в возрасте всего 22 лет.
Конференция официально начала свою деятельность в 1979 году, и тогда в неё входило десять команд. Сначала она называлась Eastern College Athletic Conference (ECAC North), а позднее, с сезона 1988/1989 годов, за счёт расширения другими видами спорта стала называться North Atlantic Conference (NAC) и лишь 1 июля 1996 года получила нынешнее название. С течением времени, при образовании новых университетов, количество команд в конференции увеличилось до одиннадцати (в данный момент их девять). В 2013 году в эту конференцию была включена команда Массачусетского университета в Лоуэлле, а команду Бостонского университета перевели в другую конференцию.
Только десять игроков: Реджи Льюис, Малик Роуз, Спиди Клэкстон, Тэйлор Коппенрат, Джамар Уилсон, Маркус Блэйкли, Джамиль Уорни, Трей Белл-Хейнс, Энтони Лэмб и Райан Дэвис получали данную награду несколько раз, причём Льюис, Коппенрат и Уорни получали её трижды. Всего один раз обладателями данной премии становились два игрока (1980). Чаще других обладателями этого приза становились баскетболисты Вермонтского университета (15 раз), Бостонского университета, Северо-Восточного университета и университета штата Нью-Йорк в Стони-Бруке (по 5 раз).

## Легенда
|           | Сообладатели награды |
| Игрок (X) | Количество титулов   |

## Победители
| Сезон   | Игрок                | Фото | Университет                              | Позиция                                     | Год обучения | Примечания |
| ------- | -------------------- | ---- | ---------------------------------------- | ------------------------------------------- | ------------ | ---------- |
| 1979/80 | Руфус Харрис         |      | Университет Мэна                         | Лёгкий форвард                              | Четвёртый    |            |
| 1979/80 | Рон Перри            |      | Колледж Святого Креста                   | Атакующий защитник                          | Четвёртый    |            |
| 1980/81 | Майк Феррара         |      | Университет Колгейта                     | Атакующий защитник                          | Четвёртый    |            |
| 1981/82 | Перри Мосс           |      | Северо-Восточный университет             | Разыгрывающий защитник / Атакующий защитник | Третий       |            |
| 1982/83 | Джефф Кросс          |      | Университет Мэна                         | Тяжёлый форвард / Центровой                 | Третий       |            |
| 1983/84 | Марк Халсел          |      | Северо-Восточный университет             | Лёгкий форвард / Тяжёлый форвард            | Четвёртый    |            |
| 1984/85 | Реджи Льюис          |      | Северо-Восточный университет             | Атакующий защитник / Лёгкий форвард         | Второй       |            |
| 1985/86 | Реджи Льюис (2)      |      | Северо-Восточный университет             | Атакующий защитник / Лёгкий форвард         | Третий       |            |
| 1986/87 | Реджи Льюис (3)      |      | Северо-Восточный университет             | Атакующий защитник / Лёгкий форвард         | Четвёртый    |            |
| 1987/88 | Ларри Джонс          |      | Бостонский университет                   | Тяжёлый форвард                             | Четвёртый    |            |
| 1988/89 | Джефф Робинсон       |      | Колледж Сиена                            | Лёгкий форвард / Атакующий защитник         | Третий       |            |
| 1989/90 | Стивен Ки            |      | Бостонский университет                   | Разыгрывающий защитник                      | Четвёртый    |            |
| 1990/91 | Мэтт Джонсон         |      | Вермонтский университет                  | Лёгкий форвард                              | Четвёртый    |            |
| 1991/92 | Кевин Роберсон       |      | Вермонтский университет                  | Центровой                                   | Четвёртый    |            |
| 1992/93 | Вин Бейкер           |      | Университет Хартфорда                    | Тяжёлый форвард / Центровой                 | Четвёртый    |            |
| 1993/94 | Скотт Драпо          |      | Университет Нью-Гэмпшира                 | Тяжёлый форвард                             | Третий       |            |
| 1994/95 | Малик Роуз           |      | Университет Дрекселя                     | Тяжёлый форвард / Лёгкий форвард            | Третий       |            |
| 1995/96 | Малик Роуз (2)       |      | Университет Дрекселя                     | Тяжёлый форвард / Лёгкий форвард            | Четвёртый    |            |
| 1996/97 | Тунджи Аводжоби      |      | Бостонский университет                   | Тяжёлый форвард                             | Четвёртый    |            |
| 1997/98 | Спиди Клэкстон       |      | Университет Хофстра                      | Разыгрывающий защитник                      | Второй       |            |
| 1998/99 | Майк Пугис           |      | Делавэрский университет                  | Тяжёлый форвард                             | Третий       |            |
| 1999/00 | Спиди Клэкстон (2)   |      | Университет Хофстра                      | Разыгрывающий защитник                      | Четвёртый    |            |
| 2000/01 | Норман Ричардсон     |      | Университет Хофстра                      | Атакующий защитник / Лёгкий форвард         | Четвёртый    |            |
| 2001/02 | Ти Джей Соррентин    |      | Вермонтский университет                  | Разыгрывающий защитник                      | Второй       | [ 1 ]      |
| 2002/03 | Тэйлор Коппенрат     |      | Вермонтский университет                  | Тяжёлый форвард / Центровой                 | Второй       | [ 2 ]      |
| 2003/04 | Тэйлор Коппенрат (2) |      | Вермонтский университет                  | Тяжёлый форвард / Центровой                 | Третий       | [ 3 ]      |
| 2004/05 | Тэйлор Коппенрат (3) |      | Вермонтский университет                  | Тяжёлый форвард / Центровой                 | Четвёртый    | [ 4 ]      |
| 2005/06 | Джамар Уилсон        |      | Университет Олбани                       | Разыгрывающий защитник / Атакующий защитник | Третий       | [ 5 ]      |
| 2006/07 | Джамар Уилсон (2)    |      | Университет Олбани                       | Разыгрывающий защитник / Атакующий защитник | Четвёртый    | [ 6 ]      |
| 2007/08 | Маркус Блэйкли       |      | Вермонтский университет                  | Лёгкий форвард / Атакующий защитник         | Второй       | [ 7 ]      |
| 2008/09 | Маркус Блэйкли (2)   |      | Вермонтский университет                  | Лёгкий форвард / Атакующий защитник         | Третий       | [ 8 ]      |
| 2009/10 | Мухаммад Эль-Амин    |      | Университет штата Нью-Йорк в Стони-Бруке | Атакующий защитник                          | Четвёртый    | [ 9 ]      |
| 2010/11 | Джон Холланд         |      | Бостонский университет                   | Атакующий защитник / Лёгкий форвард         | Четвёртый    | [ 10 ]     |
| 2011/12 | Дэррил Партин        |      | Бостонский университет                   | Атакующий защитник                          | Четвёртый    | [ 11 ]     |
| 2012/13 | Томми Брентон        |      | Университет штата Нью-Йорк в Стони-Бруке | Лёгкий форвард / Тяжёлый форвард            | Четвёртый    | [ 12 ]     |
| 2013/14 | Джамиль Уорни        |      | Университет штата Нью-Йорк в Стони-Бруке | Тяжёлый форвард                             | Второй       | [ 13 ]     |
| 2014/15 | Джамиль Уорни (2)    |      | Университет штата Нью-Йорк в Стони-Бруке | Тяжёлый форвард                             | Третий       | [ 14 ]     |
| 2015/16 | Джамиль Уорни (3)    |      | Университет штата Нью-Йорк в Стони-Бруке | Тяжёлый форвард                             | Четвёртый    | [ 15 ]     |
| 2016/17 | Трей Белл-Хейнс      |      | Вермонтский университет                  | Разыгрывающий защитник                      | Третий       | [ 16 ]     |
| 2017/18 | Трей Белл-Хейнс (2)  |      | Вермонтский университет                  | Разыгрывающий защитник                      | Четвёртый    | [ 17 ]     |
| 2018/19 | Энтони Лэмб          |      | Вермонтский университет                  | Лёгкий форвард / Тяжёлый форвард            | Третий       | [ 18 ]     |
| 2019/20 | Энтони Лэмб (2)      |      | Вермонтский университет                  | Лёгкий форвард / Тяжёлый форвард            | Четвёртый    | [ 19 ]     |
| 2020/21 | Райан Дэвис          |      | Вермонтский университет                  | Тяжёлый форвард                             | Третий       | [ 20 ]     |
| 2021/22 | Райан Дэвис (2)      |      | Вермонтский университет                  | Тяжёлый форвард                             | Четвёртый    | [ 21 ]     |
| 2022/23 | Финн Салливан        |      | Вермонтский университет                  | Разыгрывающий защитник / Атакующий защитник | Пятый        | [ 22 ]     |
| 2023/24 | Кларенс Дэниэлс      |      | Университет Нью-Гэмпшира                 | Лёгкий форвард                              | Четвёртый    | [ 23 ]     |
| 2024/25 | Эрл Тимберлейк       |      | Университет Брайанта                     | Атакующий защитник                          | Пятый        | [ 24 ]     |